# Église Saint-Lazare de Živalići
Pour les articles homonymes, voir Église Saint-Lazare.
L'église Saint-Lazare de Živalići (en serbe cyrillique : Црква Светог Лазара у Живалићима ; en serbe latin : Crkva Svetog Lazara u Živalićima) est une église orthodoxe serbe située à Živalići, sur le territoire de la Ville de Novi Pazar et dans le district de Raška, en Serbie. Elle est inscrite sur la liste des monuments culturels de grande importance de la république de Serbie (identifiant no SK 393),,.

## Présentation
L'église, de dimensions modestes et à demi enterrée, est construite en pierres, avec un toit à pignon et une abside polygonale de la largeur de la nef,. La façade occidentale dispose d'une entrée étroite surmontée d'un arc reposant sur des consoles ; l'année de la construction, 1624-1625, est gravée sur l'une des consoles, en revanche, des pierres tombales utilisées pour l'édification des murs témoignent de l'existence en ces lieux d'un lieu de culte plus ancien,.
À l'intérieur, deux pilastres étroits séparent le chœur de la nef ; ils portent l'arc de soutènement d'une voûte en demi-berceau ; le début de cette voûte est souligné par une corniche profilée constituée de pierres,. Des niches rectangulaires ont été construites dans la partie occidentale de l'édifice ainsi que dans la zone de l'autel, pour les besoins de la proscomidie,.
L'édifice conserve des fresques représentant des figures de saints en pied ou en buste,, vraisemblablement réalisées en même temps que la construction ; elles sont considérées comme relativement maladroites dans le dessin des figures et réduites dans l'usage des coloris,.
D'importants travaux de restauration, effectués en 1968, ont redonné à l'église son aspect d'origine,.